# Малакановське
Малакановське (рос. Малакановское) — село у Прохладненському районі Кабардино-Балкарії Російської Федерації.
Орган місцевого самоврядування — сільське поселення Малакановське. Населення становить 538 осіб.

## Історія
Згідно із законом від 27 лютого 2005 року органом місцевого самоврядування є сільське поселення Малакановське.

## Населення
| 1989 | 2002 | 2010 | 2012 | 2013 | 2014 | 2015 |
| ---- | ---- | ---- | ---- | ---- | ---- | ---- |
| 546  | ↗548 | ↘538 | ↘505 | ↘486 | ↘467 | ↘455 |
| 2016 | 2017 | 2018 | 2019 | 2020 |      |      |
| ↘449 | ↘444 | ↘443 | ↘437 | ↗443 |      |      |